# Oh Mercy
Oh Mercy ist das 26. Studioalbum von Bob Dylan aus dem Jahr 1989. Es steht chronologisch zwischen dem Vorgänger Down in the Groove (1988) und dem 1990 erschienenen Under the Red Sky. Verglichen mit anderen Dylan-Alben der 1980er kam Oh Mercy bei der Kritik gut weg. Einige Kritiker werteten es sogar als beste Dylan-Platte des Jahrzehnts. Als herausragende Stücke wurden vor allem der Opener Political World sowie die düstere Ballade Man In the Long Black Coat bezeichnet.

## Inhalte und Hintergrund
Das Songmaterial zu Oh Mercy entstand nach einer strapaziösen Tournee durch Kanada, im Laufe einer Erholungsphase, für die sich Bob Dylan nach Minnesota zurückgezogen hatte. Zwischen November 1988 und März 1989 schrieb Dylan nicht nur die Stücke für das neue Album. Mit seiner Never Ending Tour plante er darüber hinaus das Konzept für künftige Liveauftritte. Die Aufnahmen zu Oh Mercy fanden in New Orleans statt, Produzent war Daniel Lanois. Die Zahl der beteiligten Gastmusiker, darunter Cyril Neville von der bekannten R&B-Formation Neville Brothers, sowie Produzent Lanois, war mit rund einem Dutzend vergleichsweise gering.
Das Songmaterial der Platte stammte diesmal ausnahmslos von Dylan selbst. Musikalisch dominiert – im Unterschied zu den Vorgängerproduktionen – ein stark vom Blues beeinflusster, abgespeckter Singer-Songwriter-Sound, bei dem als Leitinstrumente Orgel und Piano im Vordergrund stehen. Political World, der Opener der Platte, handelt von der Suche des Einzelnen nach Liebe in einer Welt, in der es letzten Endes nur um Macht und wirtschaftliche Interessen geht. Ring Them Bells ist ein langsam gehaltenes Lied mit religiösem Inhalt. Disease of Conceit behandelt das Thema Religion auf moralische Weise. Dylan zufolge ist der Titel von dem Sexskandal um den Baptistenprediger Jimmy Swaggart inspiriert worden, der über den Kontakt mit einer Prostituierten gestrauchelt ist. Most of the Time ist – wie eine Reihe anderer Stücke Dylans in der Vergangenheit – ein Liebeslied über eine vergangene Beziehung. Das Bluesstück Everything Is Broken thematisiert ähnlich wie Political World eine kaputte Welt sowie zerbrochene Werte. In Shooting Star, What Good Am I? und Where Teardrops Fall werden moralische und existenzielle Fragen ebenfalls stark in den Vordergrund gerückt. Das zweite Zugstück der Platte neben Political World ist Man in the Long Black Coat, ein düsterer Song über einen Fremden im langen schwarzen Mantel, von dem die Protagonistin des Lieds sich magisch angezogen fühlt. Bildhaft gehalten ist auch What Was It You Wanted. Stark von der Gitarre bestimmt, steht er in der Tradition früher Dylan-Songs wie It Ain’t Me, Babe. Inhaltlich bekundete Dylan darin auf ein Neues Unverständnis angesichts des übersteigerten Interesses an seiner Person.
Dylan beschreibt die Aufnahme-Zeit in New Orleans ausführlich in seiner Autobiografie "Chronicles One", im Kapitel 4 "Oh Mercy".

## Rezeption und Kritik
Viele Kritiker bewerteten Oh Mercy als das mit Abstand beste Dylan-Album der gesamten 1980er. Positiv hervorgehoben, beziehungsweise als glückliche Wahl gewertet, wurde auch die Produktionsarbeit von Daniel Lanois. Das renommierte Musikmagazin Rolling Stone nahm Oh Mercy zum Anlass, Dylans künstlerischen Status mit dem der Rolling Stones zu vergleichen, die zeitgleich ebenfalls ein Album auf den Markt gebracht hatten (Steel Wheels). Der Dylan-Autor Olaf Benzinger ordnete Oh Mercy mit folgendem Resümee in das Gesamtoeuvre des Sängers ein: „‚Oh Mercy‘ ist ein eindringliches Album mit Songs voller Intuition und einer nun wieder poetischen und kraftvollen Sprache. Das Hauptthema findet sich im Eröffnungssong ‚Political World‘: die Irrungen und Wirrungen, die der Einzelne in einer aus der Ordnung geratenen Welt erlebt. In seiner Mischung aus Liedern der Hoffnungslosigkeit und daneben des kleinen und ganz privaten Glücks zwischendrin zeigt sich ein Künstler, der seinen Platz in der Welt wieder gefunden hat, ohne diese Welt verdammen oder schönfärben zu müssen.“

## Outtakes und Coverversionen
Wie bei anderen Dylan-Studioalben auch wurden mehrere Stücke der Aufnahmesessions auf der Platte nicht veröffentlicht. Dignity, ein bekannterer Dylan-Song, wurde auf dem Album Greatest Hits Vol. 3 (1994) erstveröffentlicht, Series of Dreams auf Bootleg Series Vol. 3 und God Knows, Born in Time sowie Dignity (als Klavierdemo) auf Bootleg Series Vol. 8. Einige Stücke des Oh-Mercy-Repertoires wurden auf anderen Dylan-Alben wiederveröffentlicht oder – teils von anderen Musikern – neu eingespielt. Man in the Long Black Coat war Teil des Soundtracks der TV-Serie Heroes. Most of the Time erfuhr zwei Neuversionen – einmal in Form eines Alternate Take auf Bootleg Series Vol. 8 und einmal in der Version von Sophie Zelmani auf Masked and Anonymous, dem Soundtrack zu einem Film, in dem Bob Dylan die Hauptrolle spielte.
Wie die meisten Titel von Bob Dylan wurden auch die Stücke von Oh Mercy mehr oder weniger häufig von anderen Künstlern gecovert. Den Plattenopener Political World coverten unter anderem die Bluegrass-Formation Carolina Chocolate Drops und der Dylan-Coverinterpret Michel Montecrossa, der auch eine Cover-Version von Man in the Long Black Coat einspielte. Das Stück wurde zu dem am häufigsten fremdinterpretierten Titel der Platte mit Interpretationen unter anderem von der Artrock-Formation Emerson, Lake and Palmer, von Steve Hackett, Steve Gibbons, Joan Osborne, Mark Lanegan (Ex-Screaming Trees, auf dem Soundtrack-Album zu der Dylan-Filmbiografie I’m Not There), Barb Jungr und der deutschen Nu-Jazz-Formation Nighthawks. Ins Repertoire anderer Künstler gelangten auch weitere Songs von Oh Mercy. Ring Them Bells wurde unter anderem von Joe Cocker, Joan Baez, Steve Gibbons und Barb Jungr interpretiert, Most Of the Time von der Beatboxing-Formation Bauchklang, Everything Is Broken vom Bluesmusiker Kenny Wayne Shepherd, von Bettye LaVette sowie von Mr Hudson. What Was It You Wanted schließlich nahm der Country-Musiker Willie Nelson in sein Repertoire mit auf.

## Sonstiges
Die Coverabbildung von Oh Mercy ist ein Mural mit der expressionistisch simplifizierten Abbildung eines Mannes und einer Frau. Kursierenden Berichten zufolge fiel Dylan das an ein Garagentor in der 57. Straße im Manhattaner Stadtviertel Hell’s Kitchen gesprühte Gemälde auf, als er mit dem Fahrrad ins Studio fuhr, um am endgültigen Mix für die anstehende Veröffentlichung von Oh Mercy zu arbeiten. Das Mural mit dem Titel Tanzendes Paar stammte von dem Graffiti-Künstler Trotsky. Berichten im Internet zufolge soll die Übernahme des Motivs auf das Cover von Oh Mercy zu einigen Folgeaufträgen für den Künstler geführt haben.

## Titelliste
1. Political World – 3:47
2. Where Teardrops Fall – 2:32
3. Everything Is Broken – 3:15
4. Ring Them Bells – 3:00
5. Man in the Long Black Coat – 4:32
6. Most of the Time – 5:05
7. What Good Am I? – 4:44
8. Disease of Conceit – 3:43
9. What Was It You Wanted? – 5:02
10. Shooting Star – 3:14